# 1997-es MotoGP-világbajnokság
Az 1997-es MotoGP-világbajnokság volt a 49. gyorsaságimotoros-világbajnoki szezon.

## Összefoglaló
Ebben az évben Doohan megnyerte negyedik világbajnoki címét, ismét imponáló fölénnyel. 12 futamot nyert meg, ezzel megdöntötte Giacomo Agostini rekordját. Rajta kívül csak két versenyző tudott futamot nyerni, Crivillé 2, Okada 1 győzelmet aratott.
A negyedlitereseknél végig kiegyensúlyozott verseny volt, egészen az utolsó versenyig nem volt biztos a győztes kimenetele. Végül Biaggi megvédte címét.
A 125-ösöknél hasonló egyeduralom volt, mint a királykategóriában, Valentino Rossi az évad 15 versenyéből 11-et is meg tudott nyerni. A maradék négy futamot Ueda Noboru nyerte.

## Versenyek
| #  | Verseny          | Helyszín       | 125 cm³ győztes | 250 cm³ győztes | 500 cm³ győztes | Összefoglaló |
| -- | ---------------- | -------------- | --------------- | --------------- | --------------- | ------------ |
| 1  | maláj nagydíj    | Shah Alam      | Valentino Rossi | Max Biaggi      | Mick Doohan     | Összefoglaló |
| 2  | japán nagydíj    | Suzuka         | Ueda Noboru     | Kató Daidzsiró  | Mick Doohan     | Összefoglaló |
| 3  | spanyol nagydíj  | Jerez          | Valentino Rossi | Ralf Waldmann   | Àlex Crivillé   | Összefoglaló |
| 4  | olasz nagydíj    | Mugello        | Valentino Rossi | Max Biaggi      | Mick Doohan     | Összefoglaló |
| 5  | osztrák nagydíj  | A1-Ring        | Ueda Noboru     | Olivier Jacque  | Mick Doohan     | Összefoglaló |
| 6  | francia nagydíj  | Paul Ricard    | Valentino Rossi | Harada Tecuja   | Mick Doohan     | Összefoglaló |
| 7  | holland nagydíj  | Assen          | Valentino Rossi | Harada Tecuja   | Mick Doohan     | Összefoglaló |
| 8  | imolai nagydíj   | Imola          | Valentino Rossi | Max Biaggi      | Mick Doohan     | Összefoglaló |
| 9  | német nagydíj    | Nürburgring    | Valentino Rossi | Harada Tecuja   | Mick Doohan     | Összefoglaló |
| 10 | brazil nagydíj   | Rio de Janeiro | Valentino Rossi | Olivier Jacque  | Mick Doohan     | Összefoglaló |
| 11 | brit nagydíj     | Donington      | Valentino Rossi | Ralf Waldmann   | Mick Doohan     | Összefoglaló |
| 12 | cseh nagydíj     | Brno           | Ueda Noboru     | Max Biaggi      | Mick Doohan     | Összefoglaló |
| 13 | katalán nagydíj  | Catalunya      | Valentino Rossi | Ralf Waldmann   | Mick Doohan     | Összefoglaló |
| 14 | indonéz nagydíj  | Sentul         | Valentino Rossi | Max Biaggi      | Okada Tadajuki  | Összefoglaló |
| 15 | ausztrál nagydíj | Phillip Island | Ueda Noboru     | Ralf Waldmann   | Àlex Crivillé   | Összefoglaló |

## Az 500 cm³ végeredménye
| #  | Versenyző       | Rajtszám | Ország        | Motor           | Pont | Győzelem |
| -- | --------------- | -------- | ------------- | --------------- | ---- | -------- |
| 1  | Mick Doohan     | 1        | Ausztrália    | Repsol-Honda    | 340  | 12       |
| 2  | Okada Tadajuki  | 7        | Japán         | Repsol-Honda    | 197  | 1        |
| 3  | Aoki Nobuacu    | 18       | Japán         | Elf-Honda       | 179  | 0        |
| 4  | Àlex Crivillé   | 2        | Spanyolország | Repsol-Honda    | 172  | 2        |
| 5  | Aoki Takuma     | 24       | Japán         | Repsol-Honda    | 134  | 0        |
| 6  | Luca Cadalora   | 3        | Olaszország   | Promotor-Yamaha | 129  | 0        |
| 7  | Abe Norifumi    | 5        | Japán         | Rainey-Yamaha   | 126  | 0        |
| 8  | Carlos Checa    | 8        | Spanyolország | MoviStar-Honda  | 119  | 0        |
| 9  | Alex Barros     | 4        | Brazília      | Gresini-Honda   | 101  | 0        |
| 10 | Doriano Romboni | 65       | Olaszország   | Aprilia         | 88   | 0        |

## A 250 cm³ végeredménye
| #  | Versenyző         | Rajtszám | Ország             | Motor   | Pont | Győzelmek |
| -- | ----------------- | -------- | ------------------ | ------- | ---- | --------- |
| 1  | Max Biaggi        | 1        | Olaszország        | Honda   | 250  | 5         |
| 2  | Ralf Waldmann     | 2        | Németország        | Honda   | 248  | 4         |
| 3  | Harada Tecuja     | 8        | Japán              | Aprilia | 235  | 3         |
| 4  | Olivier Jacque    | 3        | Franciaország      | Honda   | 201  | 2         |
| 5  | Ukava Tóru        | 5        | Japán              | Honda   | 173  | 0         |
| 6  | Loris Capirossi   | 7        | Olaszország        | Aprilia | 116  | 0         |
| 7  | Cudzsimura Takesi |          | Japán              | Honda   | 109  | 0         |
| 8  | Aoki Harucsika    |          | Japán              | Honda   | 102  | 0         |
| 9  | Stefano Perugini  |          | Olaszország        | Aprilia | 85   | 0         |
| 10 | Jeremy McWilliams |          | Egyesült Királyság | Honda   | 73   | 0         |

## A 125 cm³ végeredménye
| #  | Versenyző         | Rajtszám | Ország        | Motor   | Pont | Győzelem |
| -- | ----------------- | -------- | ------------- | ------- | ---- | -------- |
| 1  | Valentino Rossi   | 46       | Olaszország   | Aprilia | 321  | 11       |
| 2  | Ueda Noboru       | 7        | Japán         | Honda   | 238  | 4        |
| 3  | Manako Tomomi     | 3        | Japán         | Honda   | 190  | 0        |
| 4  | Szakata Kazuto    | 8        | Japán         | Aprilia | 179  | 0        |
| 5  | Tokudome Maszaki  | 2        | Japán         | Aprilia | 120  | 0        |
| 6  | Jorge Martínez    | 5        | Spanyolország | Aprilia | 119  | 0        |
| 7  | Garry McCoy       | 12       | Ausztrália    | Aprilia | 109  | 0        |
| 8  | Roberto Locatelli |          | Olaszország   | Honda   | 97   | 0        |
| 9  | Mirko Giansanti   |          | Olaszország   | Aprilia | 83   | 0        |
| 10 | Frédéric Petit    |          | Franciaország | Honda   | 83   | 0        |